# Canadina
Canadina con fórmula química C20H21NO4 es una proto-berberina alcaloide que puede actuar como un bloqueador de los canales de calcio.